# Monika Malik
Monika Malik (en hindi : मोनिका मलिक) née le 5 novembre 1993 est une joueuse indienne de hockey sur gazon qui a représenté l'Inde aux Jeux asiatiques de 2014 et faisait partie de l'équipe médaillée de bronze,,. Elle est actuellement employée par les Indian Railways.